# 新西兰储备银行

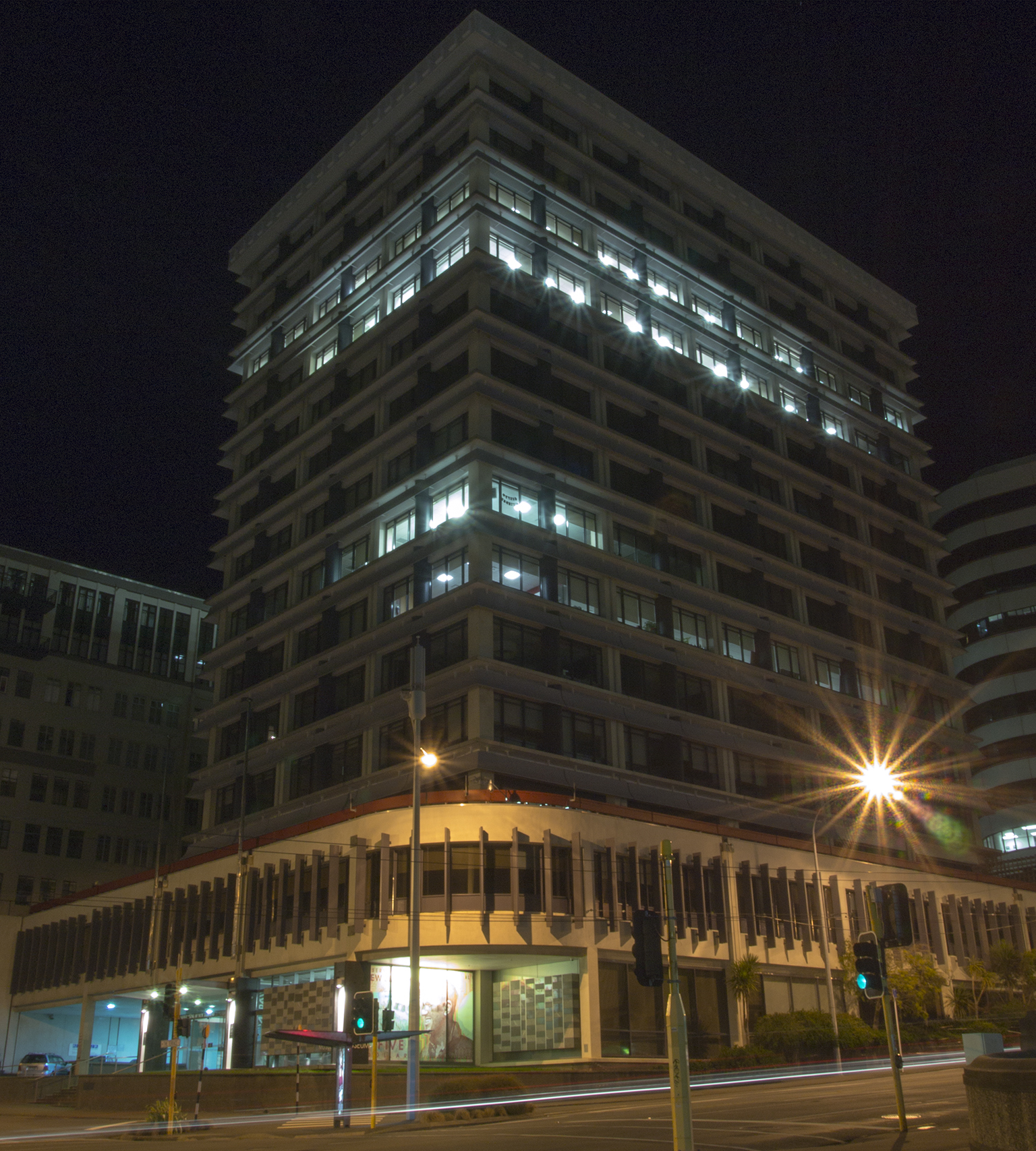
紐西蘭準備銀行本部

新西兰储备银行（縮寫：RBNZ）于1934年成立，是现新西兰政府的中央银行。

## 历史
1936年，新西兰政府将其收归国有。新西兰储备银行作为新西兰的中央银行，主要职能是在纽西兰国内与国际经济当中： 1. 执行货币政策，保持物价稳定；2. 建立和维持合理、有效的金融秩序；3. 满足公众对货币流通的需求。
1989年新西兰政府颁布的《储备银行法》授予新西兰储备银行独立执行货币政策的权利，要求新西兰储备银行每半年向新西兰公众发布一次货币政策报告，回顾总结过去半年间的货币政策执行情况，并简要介绍下一个时期的政策走向。
此外，新西兰国内的所有商业银行都需要在新西兰储备银行进行登记注册并且受其监督管理。任何想要申请在新西兰进行注册经营的商业银行必须符合其制定的基本标准，这主要是为了维护存款人的利益、加强银行管理，保证新西兰银行业的整体秩序。与此同时存在的社会公众对银行的监督机制也对此起到了相当的作用。
新西兰储备银行于1934年8月1日，依據1933年《新西兰储备银行法》成立；其于1934年发行首张钞票紐西蘭鎊，於1967年发行紐西蘭元取代之。
有異於美國聯邦儲備銀行，新西兰储备银行不包含私有制部分，其完全由新西兰政府擁有，無其他股东。
新西兰储备银行所获的超额财政收入上缴新西兰国库。虽然国家银行并非政府部门，但作为掌管金融的法人团体。

## 政策利率
新西蘭儲備銀行以官方現金利率作為目標利率。
| 日期           | 官方現金利率 | 轉變   | 資料來源      |
| -------------- | ------------ | ------ | ------------- |
| 2022年11月23日 | 4.25%        | +0.75% | [ 11 ] [ 12 ] |
| 2023年2月22日  | 4.75%        | +0.50% | [ 13 ]        |
| 2023年4月5日   | 5.25%        | +0.50% | [ 14 ] [ 15 ] |
| 2023年5月24日  | 5.50%        | +0.25% | [ 16 ] [ 17 ] |